# Schutzengelbrunnen

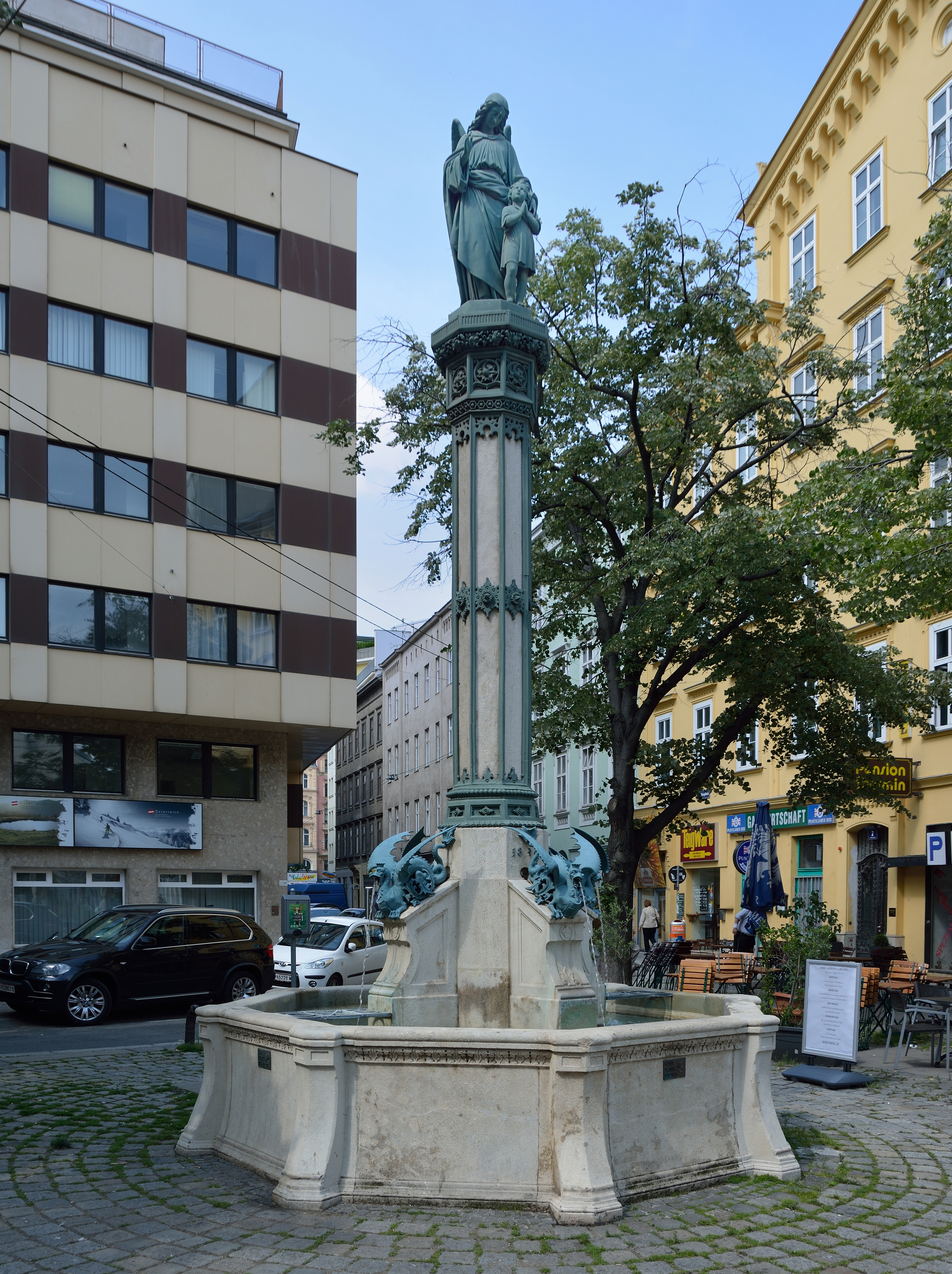
Schutzengelbrunnen in Wien

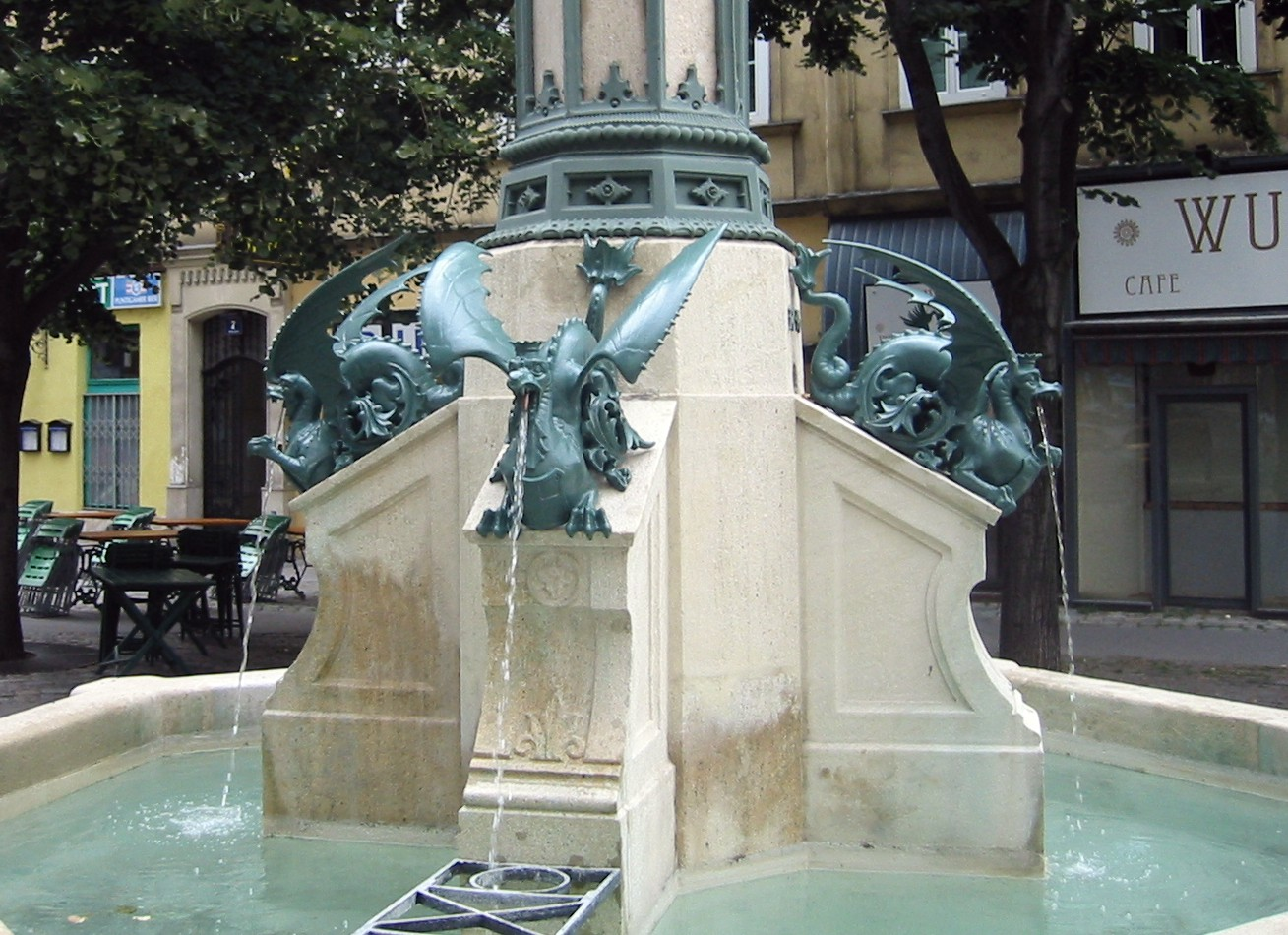
Drachenförmige Wasserspeier

Der Schutzengelbrunnen ist ein Brunnen auf dem Rilkeplatz im 4. Wiener Gemeindebezirk Wieden.

## Geschichte
Im Zuge der Errichtung der Kaiser-Ferdinands-Wasserleitung wurde Ende 1843 vor der Wiedner Paulanerkirche ein Bassin aufgestellt. Dieses wurde 1846 durch den Schutzengelbrunnen ersetzt. Nachdem während des Zweiten Weltkrieges der Erzherzog-Rainer-Brunnen auf dem nahen Rilkeplatz zerstört worden war und der Platz vor der Paulanerkirche mittlerweile aus verkehrstechnischen Gründen frei gemacht werden musste, wurde der Schutzengelbrunnen 1963 auf den Rilkeplatz versetzt. Die Enthüllung des denkmalgeschützten Brunnens (Listeneintrag) an seinem neuen und aktuellen Standort erfolgte am 10. Dezember 1963.

## Gestaltung
Aus einem achteckigen Brunnenbecken erhebt sich eine metallgerahmte Steinsäule, auf der eine Schutzengelfigur steht. Am Sockel der Säule sind vier drachenförmige Wasserspeier, die als Brustschild das Wiener Wappen tragen, angeordnet. Die Entwürfe stammen von August Sicard von Sicardsburg und Eduard van der Nüll, sowie ein Modell von Johann Preleuthner, nach dem Anton Dominik Fernkorn den Guss und die Ziselierungen fertigte.